# Фёдоровка (Добринский район)
Фёдоровка — деревня в Добринском районе Липецкой области России.

## География
Расположена на северо-западе Добринского сельсовета. У западной границы поселения протекает река Пловутка.
Состоит из одной улицы Широкая.

## История
Деревня возникла в 1770-е годы. На карте Генерального межевания Усманского уезда указана как хутор Григоровка, под тем же названием указана на карте Менде.
Хутор был владельческий. Во второй половине XIX века владельцами были Бланки.
В XX веке закрепилось название Фёдоровка.
Неофициальное народное название Бугорки.

## Население
В 1914 году в деревне проживало 302 жителя.
В 2010 — 144 жителя.
.